# Nekrolog 1702
Nekrolog
◄◄
| ◄
| 1698
| 1699
| 1700
| 1701
| 1702 | 1703 | 1704 | 1705 | 1706 | ► | ►►
Weitere Ereignisse | Allgemeiner Nekrolog 1702
Die Beschreibung der verstorbenen Person sollte so kurz wie möglich gehalten sein und nur deren signifikante Tätigkeit(en) enthalten.
Neue Namen ggf. auch unter dem Geburts- und Sterbedatum, also etwa unter 1. Januar und im Geburts- und Sterbejahr (2024) eintragen (nur bei entsprechender großer Wichtigkeit). Für Beispiele siehe die schon vorhandenen Artikel.
Außerdem über die fünf zuletzt Verstorbenen, zu denen es einen ausreichend guten Artikel für eine Präsentation auf der Hauptseite gibt, nach der todesbedingten Überarbeitung der Artikel ggf. auch unter Wikipedia Diskussion:Hauptseite informieren und sie am besten auch in den anderen Wikipedia-Sprachversionen eintragen. Tipp: Regelmäßig bei news.google.de nach „ist tot“, „gestorben“ oder „verstorben“ suchen.
Wenn eine Person gestorben ist, gibt es viele Seiten zu dieser Person in der Wikipedia, die davon auch betroffen sind und entsprechend aktualisiert werden müssen. Beispiele: Namenübersichtsseite, Geburtsjahr, Geburtsort-Seiten und viele mehr.
Wie finde ich die betroffenen Seiten?
Im Suchfeld auf der linken Seite gibt man den Suchbegriff so ein: „Vorname Nachname“. Dann klickt man auf Volltext und alle Seiten mit entsprechendem Suchtext werden aufgerufen. Hier sieht man dann schnell, wo auch das Todesjahr Sinn macht oder sogar ein Teil des Artikels angepasst werden muss. Auch hilft das „Werkzeug“ auf der linken Seite sehr gut, um solche Seiten aufzufinden: „Links auf diese Seite“. Somit ist die Wikipedia wieder aktuell in allen Bereichen! Hinweis: bei Eintragung der Kategorie „Gestorben JAHR“ wird der Missbrauchsfilter 49 ausgelöst, was jedoch nicht schlimm ist. Siehe: Spezial:Missbrauchsfilter/49
Dies ist eine Liste von im Jahr 1702 verstorbenen bekannten Persönlichkeiten. Die Einträge erfolgen innerhalb der einzelnen Daten alphabetisch sortiert. Tiere sind im Nekrolog für Tiere zu finden.

## Januar
| Tag        | Name                                   | Beruf, bekannt als                                                  | Alter | Beleg |
| ---------- | -------------------------------------- | ------------------------------------------------------------------- | ----- | ----- |
| 1. Januar  | Jair Chajim Bacharach                  | jüdischer Gelehrter und rabbinische Autorität                       |       |       |
| 7. Januar  | Laurentius von Schnüffis               | österreichischer Prediger, Komponist, Lyriker und Erzähler          | 68    |       |
| 7. Januar  | Ernst von Trautson                     | katholischer Bischof von Wien                                       | 68    |       |
| 9. Januar  | Abraham van den Kerckhoven             | belgischer Komponist und Organist                                   |       |       |
| 22. Januar | Moritz Thamm Marschall von Bieberstein | deutscher Adliger, sächsischer Geheimer Rat                         | 56    |       |
| 24. Januar | Moritz Christoph von Heßler            | deutscher Obersteuereinnehmer und Rittergutsbesitzer                | 58    |       |
| 26. Januar | Anton Levin von Wintheim               | deutscher Jurist Bürgermeister von Hannover                         |       |       |
| 30. Januar | Charles Eugène de Croÿ                 | kaiserlich-österreichischer und kaiserlich-russischer Feldmarschall |       |       |

## Februar
| Tag         | Name                                 | Beruf, bekannt als                                             | Alter | Beleg |
| ----------- | ------------------------------------ | -------------------------------------------------------------- | ----- | ----- |
| 4. Februar  | Georg Michael Heber                  | deutscher Rechtswissenschaftler                                | 49    |       |
| 5. Februar  | Johann Gotthard Böckel               | deutscher Rechtswissenschaftler                                | 56    |       |
| 9. Februar  | Johann Baptist Fischer               | österreichischer Bildhauer                                     |       |       |
| 12. Februar | Wilhelm Richter                      | sachsen-weimarischer Hofmaler                                  |       |       |
| 13. Februar | Ignatius Eggs                        | Kapuzinerpater, Missionar und Forschungsreisender in Palästina | 83    |       |
| 16. Februar | Jean-Armand de Rotondis de Biscarras | französischer Bischof                                          |       |       |
| 17. Februar | Peter Syv                            | dänischer Philologe                                            | 70    |       |
| 27. Februar | Müneccimbaşı Ahmed Dede              | osmanischer Gelehrter, Sufi-Poet, Historiker und Autor         |       |       |

## März
| Tag      | Name                                         | Beruf, bekannt als | Alter | Beleg |
| -------- | -------------------------------------------- | --- | ----- | ----- |
| 6. März  | Giovanni Pietro Tencalla                     | italienisch-schweizerischer Architekt                                                                                     | 72    |       |
| 7. März  | Maria Franziska von Fürstenberg-Heiligenberg | Markgrafin von Baden | 68    |       |
| 8. März  | Jan de Baen                                  | niederländischer Maler | 68    |       |
| 8. März  | Giovanni Antonio Dario                       | Architekt und Steinmetz                                                                                                   |       |       |
| 10. März | Abraham Löwel                                | sächsischer Glashütten- und fränkischer Hammerwerksbesitzer                                                               | 58    |       |
| 18. März | Christine von Hessen-Eschwege                | Herzogin zu Braunschweig-Wolfenbüttel-Bevern                                                                              | 53    |       |
| 19. März | Wilhelm III.                                 | Statthalter der Niederlande sowie König von England, Schottland und Irland                                                | 51    |       |
| 22. März | José Oriol                                   | Priester und Heiliger der römisch-katholischen Kirche                                                                     | 51    |       |
| 26. März | Michael Müller                               | deutscher evangelischer Theologe sowie Präses, Hochschullehrer, Kanzler, Rektor und Prorektor an der Universität Tübingen | 62    |       |
| 29. März | Otto Matthaei                                | deutscher evangelisch-lutherischer Geistlicher                                                                            | 74    |       |
| 31. März | Filippo Giannetto                            | italienischer Maler des Barock                                                                                            |       |       |

## April
| Tag       | Name                          | Beruf, bekannt als                                                  | Alter | Beleg |
| --------- | ----------------------------- | ------------------------------------------------------------------- | ----- | ----- |
| 2. April  | David Scheinemann             | deutscher Jurist                                                    | 39    |       |
| 3. April  | Johann Franz Khuen von Belasi | Fürstbischof von Brixen                                             | 52    |       |
| 6. April  | Benedict Annon                | italienischer Steinmetzmeister des Barock                           |       |       |
| 6. April  | Heinrich Kahlert              | Abt der Zisterzienserklöster Heinrichau und Zirc                    | 63    |       |
| 8. April  | Thomas Gale                   | britischer klassischer Philologe                                    |       |       |
| 8. April  | Hans Bastian II. von Zehmen   | deutscher Jurist                                                    | 73    |       |
| 9. April  | Karl Ferdinand von Waldstein  | k.k. Gesandter, Oberstkämmerer und Träger des Goldenen Vließ        |       |       |
| 13. April | Abraham Klesel                | deutscher Theologe und Kirchenlieddichter                           | 65    |       |
| 22. April | François Charpentier          | französischer Gräzist, Romanist, Übersetzer, Lexikograf und Literat | 82    |       |
| 23. April | Margaret Fell                 | englische Quäkerin                                                  |       |       |
| 27. April | Jean Bart                     | französischer Freibeuter (Dunkerque)                                | 51    |       |
| 27. April | Emich Christian               | Graf von Leiningen-Dagsburg und Herr von Broich                     | 60    |       |
| 28. April | Valentin Friderici            | deutscher Philologe und evangelischer Theologe                      | 72    |       |
| 29. April | Clopton Havers                | englischer Arzt und Anatom                                          |       |       |

## Mai
| Tag     | Name                                  | Beruf, bekannt als                                                     | Alter | Beleg |
| ------- | ------------------------------------- | ---------------------------------------------------------------------- | ----- | ----- |
| 2. Mai  | Charles de Villeneuve de Vence        | französischer Bischof                                                  |       |       |
| 5. Mai  | Jacob Hintze                          | deutscher Kirchenmusiker                                               | 79    |       |
| 5. Mai  | Georg Philipp                         | Graf von Ortenburg                                                     | 46    |       |
| 20. Mai | Rudolf Joseph von Thun und Hohenstein | Bischof von Seckau                                                     | 49    |       |
| 27. Mai | Dominique Bouhours                    | Jesuitenpriester, Philologe, Historiker und Verfasser religiöser Werke | 74    |       |
| 27. Mai | Hans Kogler                           | Baumeister                                                             | 60    |       |

## Juni
| Tag      | Name                           | Beruf, bekannt als                                                                  | Alter | Beleg |
| -------- | ------------------------------ | ----------------------------------------------------------------------------------- | ----- | ----- |
| 6. Juni  | Andreas Mylius                 | deutscher Rechtswissenschaftler                                                     | 53    |       |
| 8. Juni  | Johan Jacob Frissen            | Priester des Deutschen Ordens                                                       | 57    |       |
| 10. Juni | Christoph Gottfried von Murach | Pfleger von Obermurach                                                              |       |       |
| 11. Juni | André de Nesmond               | französischer Aristokrat und Marineoffizier                                         | 60    |       |
| 13. Juni | Isaak le Febvre                | Hugenotte                                                                           |       |       |
| 13. Juni | Karl Moritz Raugraf zu Pfalz   | Raugraf zu Pfalz, Oberstleutnant von Kurbrandenburg                                 | 31    |       |
| 13. Juni | Georg Eberhard Rumpf           | deutsch-niederländischer Kaufmann, Botaniker, Naturforscher und Forschungsreisender |       |       |
| 16. Juni | Emanuel Hoffmann-Müller        | Pionier der Seidenbandindustrie in Basel                                            | 58    |       |
| 16. Juni | Hans Jacob Uhle                | deutscher Bildhauer                                                                 | 48    |       |
| 22. Juni | Mauritius Kramer               | deutscher lutherischer Geistlicher und Kirchenlieddichter                           | 56    |       |

## Juli
| Tag      | Name                      | Beruf, bekannt als                                                                                    | Alter | Beleg |
| -------- | ------------------------- | --- | ----- | ----- |
| 6. Juli  | Nicolas Lebègue           | französischer Organist, Cembalist und Komponist                                                       |       |       |
| 12. Juli | Bengt Oxenstierna         | schwedischer Politiker und Diplomat                                                                   | 78    |       |
| 16. Juli | Étienne Loulié            | französischer Musiker, Pädagoge und Musiktheoretiker                                                  |       |       |
| 19. Juli | Friedrich IV.             | Herzog von Schleswig-Holstein-Gottorf                                                                 | 30    |       |
| 23. Juli | Coenraad van Heemskerck   | niederländischer Diplomat und Politiker                                                               | 55    |       |
| 24. Juli | François Langlade         | französischer römisch-katholischer Priester                                                           |       |       |
| 24. Juli | Hans Rudolph von Minkwitz | kursächsischer Generalleutnant und Gouverneur zu Leipzig, Lebensretter von Kurfürst Johann Georg III. |       |       |

## August
| Tag        | Name                              | Beruf, bekannt als                                                                                     | Alter | Beleg |
| ---------- | --------------------------------- | --- | ----- | ----- |
| 2. August  | Weiprecht von Gemmingen           | hessen-darmstädtischer Regierungs- und Kammerpräsident, Begründer der älteren Linie Fränkisch-Crumbach | 59    |       |
| 3. August  | Antonio della Porta               | Schweizer Baumeister, Architekt und Bauunternehmer                                                     |       |       |
| 13. August | Jobst Edmund von Brabeck          | Fürstbischof von Hildesheim                                                                            | 82    |       |
| 15. August | Karl von Lothringen-Commercy      | kaiserlicher Feldmarschall                                                                             | 41    |       |
| 16. August | Matthieu de La Teulière           | französischer Staatsbeamter                                                                            |       |       |
| 19. August | Anthony Grey, 11. Earl of Kent    | englischer Peer und Politiker                                                                          | 57    |       |
| 23. August | Nicolaus von Gersdorf             | deutscher Jurist und Diplomat                                                                          | 73    |       |
| 24. August | Louis Thomas von Savoyen-Carignan | Graf von Soissons und Bruder von Prinz Eugen von Savoyen                                               | 45    |       |
| 25. August | Friedrich Nitzsch                 | deutscher Mathematiker und Rechtswissenschaftler                                                       | 61    |       |

## September
| Tag           | Name                                  | Beruf, bekannt als                                                          | Alter | Beleg |
| ------------- | ------------------------------------- | --------------------------------------------------------------------------- | ----- | ----- |
| 3. September  | Hermann Adrian von Wachtendonk        | kaiserlicher Kammerherr, kurpfälzischer Geheimrat, Oberamtmann und Burggraf | 36    |       |
| 8. September  | Adolf Brüning                         | Lübecker Ratsherr                                                           |       |       |
| 17. September | Olof Rudbeck der Ältere               | schwedischer Polyhistor                                                     | 72    |       |
| 25. September | Johann Matthäus Faber                 | deutscher Mediziner                                                         | 76    |       |
| 28. September | Robert Spencer, 2. Earl of Sunderland | englischer Diplomat und Politiker                                           | 61    |       |

## Oktober
| Tag         | Name                                  | Beruf, bekannt als                                                               | Alter | Beleg |
| ----------- | ------------------------------------- | -------------------------------------------------------------------------------- | ----- | ----- |
| 1. Oktober  | Georg Heinrich Keller                 | Württemberger evangelischer Theologe                                             | 78    |       |
| 14. Oktober | Franz Anton                           | regierender Graf von Hohenzollern-Haigerloch                                     | 44    |       |
| 14. Oktober | Friedrich Christoph von Gemmingen     | Baden-Durlachscher Kammerjunker und Oberstallmeister                             | 32    |       |
| 14. Oktober | Karl Egon Eugen                       | kaiserlicher Feldmarschall-Leutnant                                              | 36    |       |
| 15. Oktober | José de Garro                         | Gouverneur von Tucumán, Buenos Aires und Chile                                   |       |       |
| 15. Oktober | Sophia Henriette von Waldeck          | Herzogin von Sachsen-Hildburghausen                                              | 40    |       |
| 3. Oktober  | Sophie Luise von Württemberg          | württembergische Prinzessin und durch Heirat Markgräfin von Brandenburg-Bayreuth | 60    |       |
| 17. Oktober | Walrad                                | deutscher Fürst und Begründer der Linie von Nassau-Usingen                       | 67    |       |
| 20. Oktober | Jean Restout der Ältere               | französischer Maler                                                              | 35    |       |
| 22. Oktober | Guy Aldonce de Durfort, duc de Lorges | Marschall von Frankreich                                                         | 72    |       |
| 25. Oktober | Gerhard Schott                        | deutscher Politiker, Hamburger Ratsherr, Gründer der Oper am Gänsemarkt          | 61    |       |
| 30. Oktober | Laurent d’Arvieux                     | französischer Kaufmann, Reisender, Diplomat                                      | 67    |       |

## November
| Tag          | Name                             | Beruf, bekannt als                                                                      | Alter | Beleg |
| ------------ | -------------------------------- | --------------------------------------------------------------------------------------- | ----- | ----- |
| 3. November  | Christian Friedrich von Kahlbutz | preußischer Ritter                                                                      | 51    |       |
| 3. November  | Christoph Zuccalli               | Schweizer Architekt und Baumeister                                                      |       |       |
| 4. November  | John Benbow                      | englischer Admiral                                                                      | 49    |       |
| 4. November  | Jacob Wächtler                   | deutscher lutherischer Theologe                                                         | 64    |       |
| 8. November  | Gottfried Gold von Lampoding     | salzburgischer Geistlicher                                                              | 52    |       |
| 13. November | Karl von Hessen-Kassel           | landgräflicher Prinz des Hauses Hessen und Generalmajor in der Hessen-kasselschen Armee | 22    |       |

## Dezember
| Tag          | Name                      | Beruf, bekannt als                                                    | Alter | Beleg |
| ------------ | ------------------------- | --------------------------------------------------------------------- | ----- | ----- |
| 6. Dezember  | Hieronymus Hartwig Moller | deutscher Jurist, Ratsherr und Bürgermeister in Hamburg               | 61    |       |
| 11. Dezember | Giacomo Cantelmo          | Kardinal der katholischen Kirche                                      | 57    |       |
| 16. Dezember | Henry Fitzjames           | illegitimer Sohn König Jakobs II. von England und Jakobit             | 29    |       |
| 20. Dezember | Johann Christoph Grass    | Schweizer reformierter Pfarrer                                        | 63    |       |
| 25. Dezember | Matthäus Clemasius        | deutscher Mediziner, Hochschullehrer und Stadtphysikus von Greifswald | 62    |       |
| 27. Dezember | Jacob Arlet               | Zisterziensermönch, Maler und Kupferstecher                           |       |       |
| 27. Dezember | Hans Dietrich von Geismar | thüringisch-sächsischer Hofbeamter                                    |       |       |

## Datum unbekannt
| Tag | Name                                            | Beruf, bekannt als                                                               | Alter | Beleg |
| --- | ----------------------------------------------- | -------------------------------------------------------------------------------- | ----- | ----- |
|     | Amcazade Hüseyin Pascha                         | osmanischer Großwesir                                                            |       |       |
|     | Giovanni Bonifacio Bagatta                      | italienischer Theologe und Autor                                                 |       |       |
|     | Bahadur Khan II.                                | Emir von Shikarpur                                                               |       |       |
|     | James Barker                                    | britischer Politiker                                                             |       |       |
|     | Cornelis Beelt                                  | niederländischer Maler                                                           |       |       |
|     | Sigmund Bierfreund                              | Nürnberger Gold- und Silberschmied                                               |       |       |
|     | José Cascante                                   | kolumbianischer Komponist                                                        |       |       |
|     | Giulio Cesare Corradi                           | italienischer Librettist                                                         |       |       |
|     | Joachim Georg Creutzfelder                      | deutscher Maler im Barock                                                        |       |       |
|     | Jerzy Albrecht Denhoff                          | Bischof von Krakau                                                               |       |       |
|     | Louis Gaulard Dumesny                           | französischer Opernsänger der Stimmlage Tenor                                    |       |       |
|     | Jeremias Eißler                                 | deutscher Goldschmied, Bildhauer, Wachsbossierer, Skulpteur und Medailleur       |       |       |
|     | Johann Balthasar Keller                         | Schweizer Goldschmied und Kanonengießer                                          |       |       |
|     | Miklós Misztótfalusi Kis                        | ungarischer Schriftgießer, Typograf, Stempelschneider und Beruf                  |       |       |
|     | Sigemund Klose                                  | markgräflich-badischer Leib- und Hofmedicus                                      |       |       |
|     | Johann Zacharias Kneller                        | deutscher, zuletzt in London tätiger Maler                                       |       |       |
|     | Anna Katharina von Offen                        | Hofdame und Oberhofmeisterin der Kurfürstin von Hannover                         |       |       |
|     | Felip Olivelles                                 | katalanischer katholischer Priester, Kirchenmusiker, Kapellmeister und Komponist |       |       |
|     | Johann Anton Pagendarm                          | deutscher Pädagoge                                                               |       |       |
|     | Christian Friedrich von Pfuel                   | königlich-preußischer Oberst, Erbherr auf Gielsdorf, Wilckendorf und Jahnsfelde  |       |       |
|     | Frances Stewart, Duchess of Richmond and Lennox | schottische Adlige und Mätresse von König Karl II. von England                   |       |       |
|     | Franz Tiefenbruch                               | deutscher Pädagoge                                                               |       |       |
|     | Franz Timmerman                                 | niederländisch-russischer Kaufmann und Lehrer                                    |       |       |
|     | Yeshe Dorje                                     | elfter Lama in der Inkarnationsreihe der Karmapa                                 |       |       |
|     | Zeb un-nisa                                     | Mogulprinzessin                                                                  |       |       |
|     | Philipp Zwerger                                 | Maurermeister in München                                                         |       |       |